# Chloris ciliata
Chloris ciliata là một loài thực vật có hoa trong họ Hòa thảo. Loài này được Sw. mô tả khoa học đầu tiên năm 1788.